# Santa María de Leuca

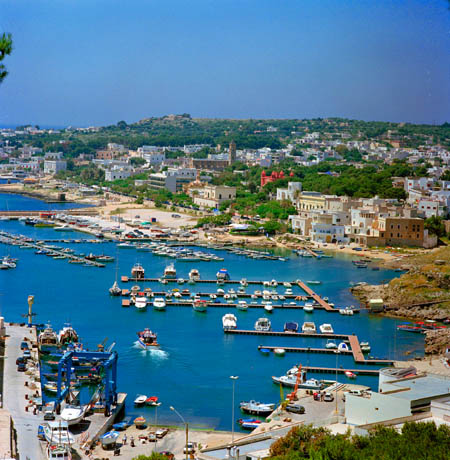
Vista de Leuca desde el promontorio del Santuario.

Santa María de Leuca es un cabo de la extremidad sureste de Italia, en la Tierra de Otranto, región de Apulia. Es el llamado talón de la bota de Italia y notable por la gran columna que hay cerca del convento que se eleva encima de él.
Antiguamente se llamaba el promontorio Salentino y Iapigia Acra. En tiempo claro se divisan fácilmente desde allí los acantilados de la costa de Albania.

## Referencias

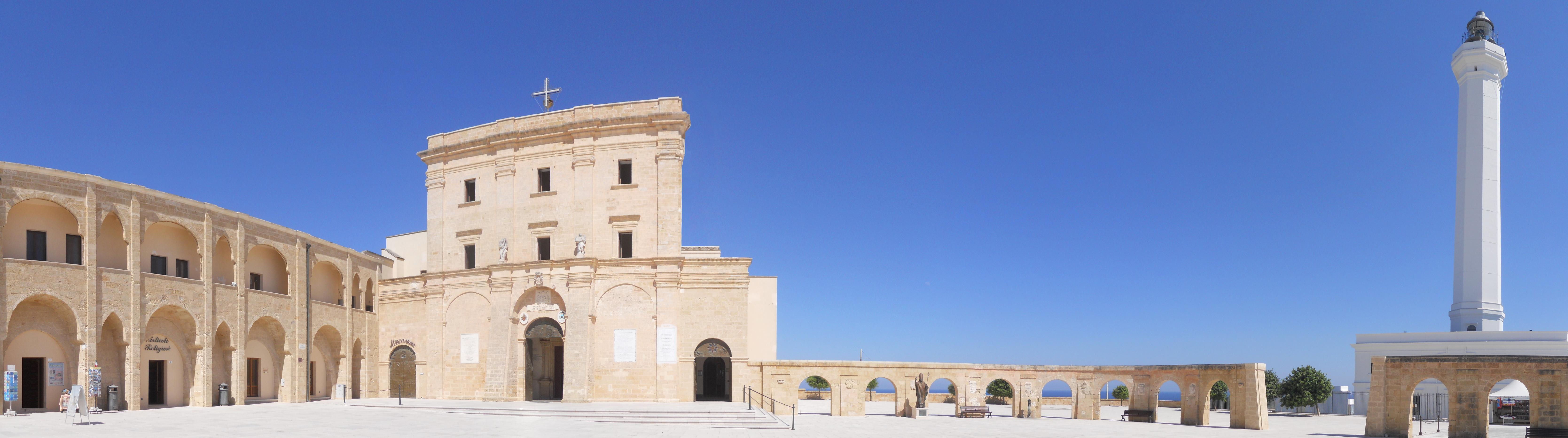
El Santuario y el faro